# Partido Socialdemocracia Chilena
De Partido Socialdemocracia Chilena (Nederlands: Chileense Sociaaldemocratische Partij, SDCH) was een Chileense politieke partij die in 1971 werd opgericht door dissidente leden van de Partido Radical (Radicale Partij) uit onvrede over de nieuwe partijkoers. De partij verdween van het politieke toneel na de fusie met Partido Radical in 1994 tot de Partido Radical Socialdemócrata (Sociaaldemocratische Radicale Partij). 

## Geschiedenis
De SDCH werd op 3 augustus 1971 opgericht onder de naam Movimiento de Izquierda Radical (Beweging van Radicaal Links). De oprichters van de nieuwe partij behoorden aanvankelijk tot de Partido Radical, een van oorsprong sociaal-liberale partij die sinds het einde van de jaren '60 steeds verder naar links opschoof en haar liberalisme verruilde voor het marxisme-leninisme en het wetenschappelijk socialisme. De PR maakte sinds 1969 deel uit van het Unidad Popular (Volksfront) dat geleid werd door de Partido Socialista van Salvador Allende. Niet iedereen was overtuigd van de nieuwe partijkoers en een aantal dissidenten richtten uiteindelijk de MIR op. Kort daarop werd de partijnaam gewijzigd in Partido de Izquierda Radical (Radiaal Linkse Partij). Ondanks de naam doet vermoeden stond de PIR rechts van de PR. De PIR sloot zich aan bij het Unidad Popular en vormde als zodanig de burgerlijk-liberale vleugel van het volksfront. Allende nam twee ministers van de PIR op in zijn regering, maar in april 1972 kwam het reeds tot een breuk tussen de PIR en andere partijen binnen het volksfront. De PIR trok zich uit de regering en het volksfront terug en maakte sindsdien uit van de oppositie.
In aanloop naar de parlementsverkiezingen van 1973 sloot de PIR zich aan bij Confederación de la Democracia (Confederatie van de Democratie). De partij wist slecht één zetel in de Kamer van Afgevaardigden te veroveren en drie in de Senaat. Na de militaire staatsgreep van 11 september 1973 werd de PIR, net als alle andere politieke partijen, ontbonden. De houding van de vroegere partijleden ten aanzien van het nieuwe militaire regime van generaal Augusto Pinochet was heel verschillend: sommigen waren bereid het nieuwe regime te steunen, terwijl anderen zich aansloten bij de oppositie tegen de dictatuur. Opposanten van Pinochet sloten zich in 1983 aan bij de Alianza Democrática (Democratische Alliantie), waartoe ook de liberalen, conservatieven, radicalen en socialisten behoorden.
In 1988 was de partij verdeeld bij het referendum omtrent het verlengen van het ambtstermijn van president Pinochet. De voorstanders vormden de Partido Socialdemócrata (Sociaaldemocratische Partij), die weldra opging in de Unión de Centro Centro Progresista (Unie van het Progressieve Centristische Centrum). De tegenstanders van Pinochet sloten zich aan bij de Concertación de Partidos por la Democracia (Coalitie van Partijen voor de Democratie). Op 1 juli 1991 nam de PIR de naam Partido Socialdemocracia Chilena (Chileense Sociaaldemocratische Partij) aan.
Electorale successen voor de PSCH bleven uit en in augustus 1994 fuseerde de partij met de Partido Radical tot de Partido Radical Socialdemócrata (PRSD).

## Ideologie
PIR/SDCH was een sociaalliberale partij. Ondanks verwijzingen in de opeenvolgende partijnamen naar het progressieve gedachtegoed ("Links" en "sociaaldemocratie") was de PIR/SDCH een partij van het politieke midden die rechts stond van de Partido Radical en de Partido Socialista.

## Zetels
| Kamer van Afgevaardigden | Kamer van Afgevaardigden | Kamer van Afgevaardigden |
| Jaar                     | Zetels                   | %                        |
| ------------------------ | ------------------------ | ------------------------ |
| 1973                     | 1/150                    | 1,66                     |
| 1989                     | 1/120                    | 1,00                     |
| 1993                     | 1/120                    | 0,79                     |

| Senaat | Senaat | Senaat |
| Jaar   | Zetels | %      |
| ------ | ------ | ------ |
| 1973   | 3/50   | 1,12   |
| 1989   | 1/38   | —      |
| 1993   | 0/38   | —      |